# Championnats du monde d'aviron 2018
Navigation
Sarasota 2017 Linz 2019
Les championnats du monde d'aviron 2018, quarante-huitième édition des championnats du monde d'aviron, ont lieu du 9 au 16 septembre 2018 à Plovdiv, en Bulgarie.

## Nations participantes
Afrique :
- Afrique du Sud (5)
- Algérie (3)
- Bénin (1)
- Égypte (3)
- Namibie (1)
- Nigeria (1)
- Tunisie (2)
- Zimbabwe (1)

Amériques :
- Argentine (5)
- Bahamas (1)
- Brésil (7)
- Canada (15)
- Chili (3)
- États-Unis (27)
- Mexique (2)
- Paraguay (2)
- Porto Rico (1)
- Trinité-et-Tobago (1)

Asie :
- Chine (8)
- Corée du Sud (1)
- Hong Kong (2)
- Japon (8)
- Qatar (1)
- Sri Lanka (2)
- Thaïlande (3)

Europe :
- Allemagne (19)
- Autriche (7)
- Azerbaïdjan (1)
- Belgique (3)
- Biélorussie (6)
- Bulgarie (3) (Hôtes)
- Croatie (2)
- Danemark (9)
- Espagne (7)
- Estonie (2)
- Finlande (2)
- France (15)
- Grèce (4)
- Hongrie (7)
- Irlande (8)
- Israël (4)
- Italie (23)
- Lettonie (3)
- Lituanie (5)
- Monaco (1)
- Norvège (6)
- Pays-Bas (15)
- Pologne (17)
- Portugal (1)
- Tchéquie (7)
- Royaume-Uni (20)
- Roumanie (9)
- Russie (14)
- Serbie (3)
- Slovaquie (1)
- Slovénie (2)
- Suède (4)
- Suisse (9)
- Turquie (2)
- Ukraine (15)

Océanie :
- Australie (16)
- Nouvelle-Zélande (13)
- Vanuatu (1)

## Résultats
- Catégories non-olympiques

### Hommes
| Épreuves                           | Or | Or            | Argent | Argent        | Bronze | Bronze        |
| ---------------------------------- | --- | ------------- | --- | ------------- | --- | ------------- |
| Skiff M1x                          | Norvège Kjetil Borch | 6 min 38 s 31 | Tchéquie Ondřej Synek | 6 min 39 s 90 | Lituanie Mindaugas Griškonis | 6 min 42 s 90 |
| Deux de couple M2x                 | France Hugo Boucheron Matthieu Androdias | 6 min 5 s 16  | Suisse Barnabé Delarze Roman Röösli | 6 min 6 s 49  | Nouvelle-Zélande John Storey Chris Harris (aviron)                                                                                             | 6 min 6 s 71  |
| Quatre de couple M4x               | Italie Filippo Mondelli Andrea Panizza Luca Rambaldi Giacomo Gentili                                                                               | 5 min 35 s 31 | Australie Caleb Antill Campbell Watts Alexander Purnell David Watts                                                                     | 5 min 36 s 51 | Ukraine Dmytro Mikhay Serhiy Hryn Oleksandr Nadtoka Ivan Dovhodko                                                                              | 5 min 37 s 28 |
| Deux de pointe M2−                 | Croatie Martin Sinković Valent Sinković | 6 min 14 s 96 | Roumanie Marius Cozmiuc Ciprian Tudosă                                                                                                  | 6 min 16 s 90 | France Valentin Onfroy Théophile Onfroy | 6 min 17 s 51 |
| Quatre de pointe M4−               | Australie Joshua Hicks Spencer Turrin Jack Hargreaves Alexander Hill                                                                               | 5 min 44 s 74 | Italie Matteo Castaldo Bruno Rosetti Matteo Lodo Marco Di Costanzo                                                                      | 5 min 44 s 99 | Grande-Bretagne Thomas Ford Jacob Dawson Adam Neill James Johnston                                                                             | 5:46.46       |
| Huit M8+                           | Allemagne Johannes Weißenfeld Felix Wimberger Max Planer Torben Johannesen Jakob Schneider Malte Jakschik Richard Schmidt Hannes Ocik Martin Sauer | 5 min 24 s 31 | Australie Liam Donald Robert Black Angus Moore Simon Keenan Nicholas Purnell Timothy Masters Josh Booth Angus Widdicombe Kendall Brodie | 5:26.11       | Grande-Bretagne James Rudkin Alan Sinclair Tom Ransley Thomas George Moe Sbihi Oliver Wynne-Griffith Matthew Tarrant Will Satch Henry Fieldman | 5:26.14       |
| Skiff poids légers LM1x            | Allemagne Jason Osborne | 6 min 56 s 36 | Suisse Michael Schmid | 6 min 58 s 34 | États-Unis Andrew Campbell | 7 min 0 s 04  |
| Deux de couple poids légers LM2x   | Irlande Gary O'Donovan Paul O'Donovan | 6 min 6 s 81  | Italie Stefano Oppo Pietro Ruta | 6 min 8 s 31  | Belgique Tim Brys Niels Van Zandweghe | 6 min 11 s 25 |
| Quatre de couple poids légers LM4x | Allemagne Joachim Agne Max Röger Florian Roller Moritz Moos                                                                                        | 5 min 51 s 21 | Italie Catello Amarante II Paolo Di Girolamo Andrea Micheletti Matteo Mulas                                                             | 5 min 52 s 85 | Turquie Mert Kaan Kartal Bayram Sönmez Fatih Ünsal Enes Kuşku                                                                                  | 5 min 53 s 95 |
| Deux de pointe poids légers LM2−   | Italie Giuseppe Di Mare Alfonso Scalzone | 6 min 38 s 55 | Grèce Antonios Papakonstantinou Ioannis Marokos                                                                                         | 6 min 41 s 48 | États-Unis David Smith Thomas Foster | 6 min 56 99   |

### Femmes
| Épreuves                           | Or | Or            | Argent | Argent        | Bronze | Bronze        |
| ---------------------------------- | --- | ------------- | --- | ------------- | --- | ------------- |
| Skiff W1x                          | Irlande Sanita Pušpure | 7 min 20 s 12 | Suisse Jeannine Gmelin | 7 min 25 s 93 | Autriche Magdalena Lobnig | 7 min 25 s 93 |
| Deux de couple W2x                 | Lituanie Milda Valčiukaitė Ieva Adomavičiūtė                                                                                             | 6 min 44 s 15 | Nouvelle-Zélande Brooke Donoghue Olivia Loe | 6 min 46 s 28 | États-Unis Meghan O'Leary Ellen Tomek | 6 min 47 s 75 |
| Quatre de couple W4x               | Pologne Agnieszka Kobus Marta Wieliczko Maria Springwald Katarzyna Zillmann                                                              | 6 min 8 s 96  | Allemagne Marie-Cathérine Arnold Carlotta Nwajide Franziska Kampmann Frieda Hämmerling                                                         | 6 min 11 s 42 | Pays-Bas Olivia van Rooijen Karolien Florijn Sophie Souwer Nicole Beukers                                                                 | 6 min 11 s 79 |
| Deux de pointe W2−                 | Canada Caileigh Filmer Hillary Janssens                                                                                                  | 6 min 50 s 67 | Nouvelle-Zélande Grace Prendergast Kerri Gowler                                                                                                | 6 min 52 s 96 | Espagne Anna Boada Aina Cid | 7 min 4 s 60  |
| Quatre de pointe W4−               | États-Unis Madeleine Wanamaker Erin Boxberger Molly Bruggeman Erin Reelick                                                               | 6 min 25 s 57 | Australie Lucy Stephan Katrina Werry Sarah Hawe Molly Goodman                                                                                  | 6 min 27 s 09 | Russie Ekaterina Sevostianova Anastasia Tikhanova Ekaterina Potapova Elena Oriabinskaia                                                   | 6 min 27 s 36 |
| Huit W8+                           | États-Unis Kristine O'Brien Felice Mueller Victoria Opitz Gia Doonan Dana Moffat Tracy Eisser Emily Regan Olivia Coffey Katelin Guregian | 6 min 0 s 97  | Canada Lisa Roman Stephanie Grauer Madison Mailey Susanne Grainger Christine Roper Sydney Payne Jennifer Martins Rebecca Zimmerman Kristen Kit | 6 min 3 s 05  | Australie Leah Saunders Georgina Gotch Rosemary Popa Georgina Rowe Annabelle McIntyre Ciona Wilson Jacinta Edmunds Emma Fessey James Rook | 6 min 3 s 06  |
| Skiff poids légers LW1x            | France Laura Tarantola | 7 min 51 s 79 | Italie Clara Guerra | 7 min 51 s 96 | Royaume-Uni Imogen Grant | 7 min 52 s 61 |
| Deux de couple poids légers LW2x   | Roumanie Ionela Lehaci Gianina Beleagă                                                                                                   | 6 min 50 s 71 | États-Unis Emily Schmieg Mary Jones | 6 min 52 s 30 | Pays-Bas Marieke Keijser Ilse Paulis | 6 min 52 s 56 |
| Deux de pointe poids légers LW2−   | Italie Serena Lo Bue Giorgia Lo Bue | 7 min 30 s 84 | États-Unis Jennifer Sager Jillian Zieff | 7 min 45 s 50 | non attribuée | non attribuée |
| Quatre de couple poids légers LW4x | Chine Wu Qiang Liang Guoru Chen Fang Pan Dandan                                                                                          | 6 min 28 s 32 | Danemark Trine Toft Andersen Aja Runge Holmegaard Juliane Rasmussen Mathilde Persson                                                           | 6 min 33 s 33 | Allemagne Fini Sturm Caroline Meyer Ladina Meier Anja Noske                                                                               | 6 min 34 s 25 |

### Handisport

#### Hommes
| Épreuves | Or                                  | Or            | Argent                                 | Argent        | Bronze                              | Bronze        |
| -------- | ----------------------------------- | ------------- | -------------------------------------- | ------------- | ----------------------------------- | ------------- |
| PR1 M1x  | Australie Erik Horrie               | 9 min 16 s 90 | Ukraine Roman Polianskyi               | 9 min 17 s 36 | Russie Alexey Chuvashev             | 9 min 35 s 33 |
| PR2 M1x  | Pays-Bas Corne de Koning            | 8 min 35 s 89 | Canada Jeremy Hall                     | 8 min 42 s 46 | Italie Daniele Stefanoni            | 8 min 52 s 08 |
| PR3 M2-  | Canada Kyle Fredrickson Andrew Todd | 7 min 12 s 82 | Australie James Talbot Jed Altschwager | 7 min 23 s 96 | France Jérôme Pailler Laurent Viala | 7 min 29 s 08 |

#### Femmes
| Épreuves | Or                                      | Or             | Argent                       | Argent         | Bronze                  | Bronze         |
| -------- | --------------------------------------- | -------------- | ---------------------------- | -------------- | ----------------------- | -------------- |
| PR1 W1x  | Norvège Birgit Skarstein                | 10 min 13 s 63 | Israël Moran Samuel          | 11 min 02 s 06 | États-Unis Hallie Smith | 11 min 17 s 56 |
| PR2 W1x  | France Perle Bouge                      | 9 min 39 s 73  | Pays-Bas Annika van der Meer | 9 min 45 s 52  | Pologne Jolanta Majka   | 9 min 58 s 52  |
| PR3 W2-  | États-Unis Danielle Hansen Jaclyn Smith | 7 min 39 s 30  | non attribuées               | non attribuées | non attribuées          | non attribuées |

#### Mixte
| Épreuves  | Or                                                                                              | Or            | Argent                                                                                   | Argent        | Bronze                                                                                  | Bronze        |
| --------- | ----------------------------------------------------------------------------------------------- | ------------- | ---------------------------------------------------------------------------------------- | ------------- | --------------------------------------------------------------------------------------- | ------------- |
| PR2 Mix2x | Pays-Bas Annika van der Meer Corne de Koning                                                    | 8 min 07 s 92 | Pologne Michal Gadowski Jolanta Majka                                                    | 8 min 12 s 60 | Ukraine Svitlana Bohuslavska Iaroslav Koiuda                                            | 8 min 20 s 61 |
| PR3 Mix2x | Brésil Diana Barcelos de Oliveira Jairo Klug                                                    | 7 min 30 s 82 | Autriche Johanna Beyer David Erkinger                                                    | 7 min 42 s 68 | Russie Valentina Zhagot Evgenii Borisov                                                 | 7 min 49 s 93 |
| PR3 Mix4+ | Grande-Bretagne Ellen Buttrick Grace Clough Oliver Stanhope Daniel Brown Erin Wysocki-Jones (c) | 7 min 00 s 36 | États-Unis Allie Reilly Michael Varro Charley Nordin Danielle Hansen Jennifer Sichel (c) | 7 min 02 s 13 | France Élodie Lorandi Guylaine Marchand Rémy Taranto Antoine Jesel Robin Le Barreau (c) | 7 min 04 s 93 |

## Tableau des médailles
- Pays organisateur (Bulgarie)

| Rang  | Nation           | Or | Argent | Bronze | Total |
| ----- | ---------------- | -- | ------ | ------ | ----- |
| 1     | Italie           | 3  | 4      | 1      | 8     |
| 2     | États-Unis       | 3  | 3      | 4      | 10    |
| 3     | Allemagne        | 3  | 1      | 1      | 5     |
| 4     | France           | 3  | 0      | 3      | 6     |
| 5     | Australie        | 2  | 4      | 1      | 7     |
| 6     | Canada           | 2  | 2      | 0      | 4     |
| 7     | Pays-Bas         | 2  | 1      | 2      | 5     |
| 8     | Irlande          | 2  | 0      | 0      | 2     |
| 8     | Norvège          | 2  | 0      | 0      | 2     |
| 10    | Pologne          | 1  | 1      | 1      | 3     |
| 11    | Roumanie         | 1  | 1      | 0      | 2     |
| 12    | Grande-Bretagne  | 1  | 0      | 3      | 4     |
| 13    | Lituanie         | 1  | 0      | 1      | 2     |
| 14    | Brésil           | 1  | 0      | 0      | 1     |
| 14    | Chine            | 1  | 0      | 0      | 1     |
| 14    | Croatie          | 1  | 0      | 0      | 1     |
| 17    | Suisse           | 0  | 3      | 0      | 3     |
| 18    | Nouvelle-Zélande | 0  | 2      | 1      | 3     |
| 19    | Ukraine          | 0  | 1      | 2      | 3     |
| 20    | Autriche         | 0  | 1      | 1      | 2     |
| 21    | Tchéquie         | 0  | 1      | 0      | 1     |
| 21    | Danemark         | 0  | 1      | 0      | 1     |
| 21    | Grèce            | 0  | 1      | 0      | 1     |
| 21    | Israël           | 0  | 1      | 0      | 1     |
| 25    | Russie           | 0  | 0      | 3      | 3     |
| 26    | Belgique         | 0  | 0      | 1      | 1     |
| 26    | Espagne          | 0  | 0      | 1      | 1     |
| 26    | Turquie          | 0  | 0      | 1      | 1     |
| Total | Total            | 29 | 28     | 27     | 84    |